# اختر حسین (بازیکن هاکی روی چمن)
اختر حسین (اردو: اختر حسین؛ ۲۳ اوت ۱۹۲۶ – ۹ نوامبر ۱۹۸۷) بازیکن هاکی روی چمن اهل هند بود.
وی به‌همراه تیم ملی هاکی روی چمن مردان هند به قهرمانی بازی‌های المپیک تابستانی ۱۹۴۸ و به‌همراه تیم ملی هاکی روی چمن پاکستان به مدال نقره بازی‌های المپیک تابستانی ۱۹۵۶ دست پیدا کرده‌است.